# سفارة دولة فلسطين لدى نيكاراغوا
سفارة دولة فلسطين لدى نيكاراغوا هي الممثلية الدبلوماسية العُليا لدولة فلسطين لدى نيكاراغوا. تقع السفارة في ماناغوا.

## قائمة السفراء
| الترتيب | رئيس البعثة الدبلوماسية        | صورة | تاريخ الاعتماد الدبلوماسي | تاريخ الانتهاء | رئيس منظمة التحرير الفلسطينية | رئيس نيكارغوا  |
| ------- | ------------------------------ | ---- | ------------------------- | -------------- | ----------------------------- | -------------- |
|         | محمد محمود طلب عمرو            |      | 10 أكتوبر 2015            | 8 يونيو 2022   | محمود عباس                    | دانييل أورتيغا |
|         | قائم بالأعمال                  |      |                           |                | محمود عباس                    | دانييل أورتيغا |
|         | رأفت بدران (Q130256795)        |      | 6 سبتمبر 2024             | 15 أكتوبر 2024 | محمود عباس                    | دانييل أورتيغا |
|         | دينا الحلايقة (قائمة بالأعمال) |      | نوفمبر 2024               | لا تزال        | محمود عباس                    | دانييل أورتيغا |